# Петренко Анатолій Григорович
Анато́лій Григо́рович Петре́нко (22 січня 1969, м. Карлівка, Полтавська область, Українська РСР) — український кадровий військовослужбовець, генерал-лейтенант Збройних Сил України, Надзвичайний і Повноважний Посол України в Королівстві Саудівська Аравія (від 21 січня 2022 року).

## Біографія
У 1986 році закінчив Київське Суворовське військове училище. Того ж року розпочав військову службу курсантом Київського вищого загальновійськового командного училища, яке закінчив 1990 року.
У 1999 році здобув військову освіту оперативно-тактичного рівня у Національній академії оборони України. В 2010 році закінчив Національний університет оборони України імені Івана Черняховського та отримав оперативно-стратегічний рівень військової освіти.
Проходив службу на посадах: командира розвідувального десантного взводу, командира мотострілецького взводу, командира розвідувальної роти, начальника розвідки штабу механізованого полку, командира механізованого батальйону, а також на різних посадах у Командуванні Сухопутних військ Збройних Сил України. Отримав статус учасника бойових дій під час участі у складі миротворчих сил ООН в колишній Югославії (1994—1995).
З 2007 проходив службу в Управлінні євроатлантичної інтеграції Генерального штабу Збройних Сил України, де обіймав посади від начальника відділу до начальника управління.
З 2011 був військовим представником — радником-посланником Місії України при НАТО (в м. Брюссель, Королівство Бельгія). У жовтні 2013 входив до складу делегації ЗС України, яка провела робочу зустріч з делегацією НАТО на борту фрегата «Гетьман Сагайдачний» в районі Африканського рогу (Сомалійський півострів) в рамках операції НАТО з протидії піратству на морі «Океанський щит».
Брав безпосередню участь у проведенні АТО на сході України.
У липні 2016 року очолив Департамент воєнної політики, стратегічного планування та міжнародного співробітництва Міністерства оборони України. Також, у 2016—2017 був керівником української сторони Спільного центру з контролю та координації питань припинення вогню та стабілізації лінії розмежування сторін (СЦКК, м. Соледар, Донецька область) у рамках Мінської угоди.
З грудня 2017 року до січня 2022 року — заступник міністра оборони України з питань європейської інтеграції. Член Міжвідомчої комісії з політики військово-технічного співробітництва та експортного контролю.
21 січня 2022 року призначений Надзвичайним і Повноважним Послом України в Королівстві Саудівська Аравія.
З 4 березня 2022 року по 22 серпня 2022 року Анатолій Петренко обіймав посаду заступника Міністра внутрішніх справ України, здійснюючи політичне керівництво Національною гвардією України.
Одружений.

## Нагороди
- Медаль «За зразкову службу у Збройних Силах України» III ступеня;
- Медаль «10 років Збройним Силам України»;
- Медаль «15 років Збройним Силам України»;
- Медаль «За сумлінну службу» I ст.;
- Нагрудний знак «За доблесну військову службу Батьківщині»;
- Нагрудний знак «За досягнення у військовій службі» II ст..

## Військові звання
- Генерал-майор (06.12.2012)[16].
- Генерал-лейтенант (05.12.2017)[17].